# Monestier-Port-Dieu
Monestier-Port-Dieu – miejscowość i gmina we Francji, w regionie Nowa Akwitania, w departamencie Corrèze.
Według danych na rok 1990 gminę zamieszkiwały 143 osoby, a gęstość zaludnienia wynosiła 8 osób/km² (wśród 747 gmin Limousin Monestier-Port-Dieu plasuje się na 478. miejscu pod względem liczby ludności, natomiast pod względem powierzchni na miejscu 386.).